# Marie Faddegon
Maria Alida (Marie) Faddegon (Amsterdam, 6 december 1877 – Apeldoorn, 25 maart 1919) was een Nederlands textielkunstenaar, kledingontwerper en schooldirecteur.

## Leven en werk
Marie Faddegon werd geboren aan de Vijzelstraat in Amsterdam, als een dochter van horlogemaker Barend Abraham Faddegon (1840-1912) en Sophia Elisabeth Laugeman (1844-1922).  Zij was een jongere zus van medailleur Johan Faddegon en een tante van schilderes Fiore Faddegon. Marie studeerde aan de Rijksnormaalschool voor Teekenonderwijzers en de Rijksakademie van beeldende kunsten (1897-1899), In 1906 nam ze deel aan een tentoonstelling in het Stedelijk Museum Amsterdam met werk van oud-leerlingen van de Museumscholen. Ze maakte ontwerpen voor de winkel van Margaretha Verwey, met wie ze cursussen organiseerde en patroonboekjes voor kruissteken en kinderkleding uitgaf. Van 1902 tot 1907 was Faddegon als docent verbonden aan de gemeentelijke hbs voor meisjes in Amsterdam.
Reformkleding
Eind 19e eeuw kwam vanuit Duitsland een reformbeweging op gang, die streefde naar een hervorming van de maatschappij. Tijdens het internationaal vrouwencongres in Berlijn (1896) kwam onder andere de onpraktische vrouwenkleding aan de orde, men wilde kleding zonder korsetten en onderrokken. Niet alleen omdat een korset onhandig was, maar ook omdat het dragen ervan invloed had op de gezondheid van de draagsters. Ter gelegenheid van de Nationale Tentoonstelling van Vrouwenarbeid in 1898 werd een prijsvraag uitgeschreven voor "gezonde, praktische en tevens smaakvolle vrouwenkleeding" en een tweede voor kinderkleding. Naar Duits voorbeeld werd een jaar later ook in Nederland een Vereeniging voor Verbetering van Vrouwenkleeding (VvVvV) opgericht door onder anderen Marie Bouman-de Lange, Suze Groshans, Marie Jungius en Constance de Nerée tot Babberich. Faddegon sloot zich bij de vereniging aan en werd in 1906 bestuurslid. Vrouwenarts Hector Treub, die in 1902 door het blad De Hollandsche Lelie werd gevraagd zijn mening over reformkleding te geven, vond het gedoe over korsetvrije vrouwenkleding onzin en sprak over hobbezakken. Het hield de opkomst van reformkleding niet tegen. In 1909 richtte de Amsterdamse afdeling van de vereniging de Vakschool voor Verbetering van Vrouwen- en Kinderkleeding op. De naaisters en coupeuses in spe leerden er naaien op basis van de reformprincipes en kregen daarnaast lessen in tekenen, ontwerpen, kunstgeschiedenis, hygiëne en gymnastiek. Faddegon werd aangesteld als de eerste directrice van de vakschool. 

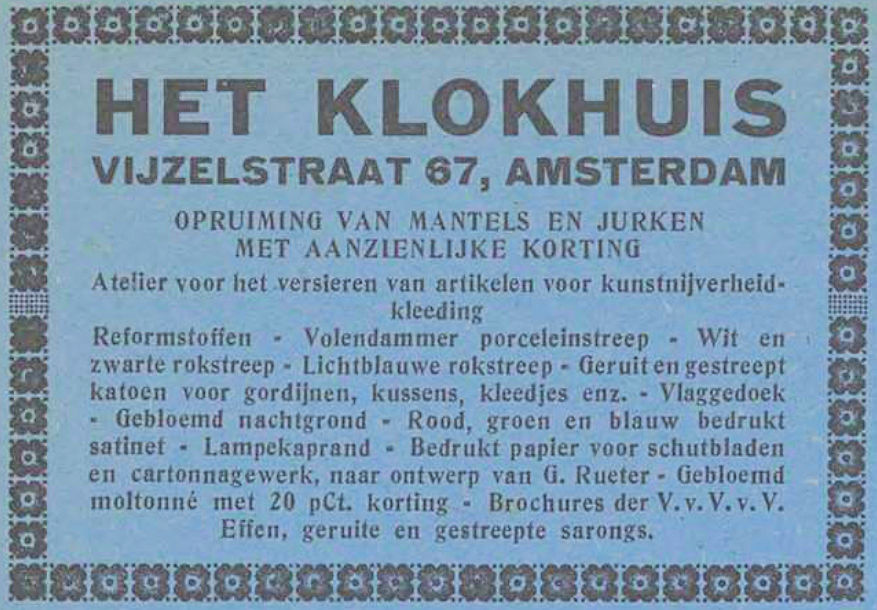
Advertentie van Het Klokhuis

Ze was vanaf 1911 redactrice van Onze kleeding, het maandblad van de vakschool. Ze publiceerde met J.L. Redeke-Hoek in de jaren 1914-1916 een aantal boekjes in de serie Reformkleeding voor iedereen; een reeks eenvoudige modellen voor vrouwen- en kinderkleeding. Met onderwijzeres Corrie Berlage schreef ze het lesboek Methode voor het onderwijs in constructief ontwerpen van textiel-versiering. Faddegons reformkleding werd onder meer getoond tijdens De Vrouw 1813-1913 en is opgenomen in de collecties van onder andere het Nederlands Kostuummuseum en het Amsterdam Museum.
In 1913, een jaar na het overlijden van haar vader, opende Marie in diens voormalige klokkenzaak met Leonie van Nierop een kunstnijverheidswinkel onder de naam Het Klokhuis. In 1917 werd de Vijzelstraat verbreed en het pand gesloopt, de winkel verhuisde naar de overkant. In de winkel werden door de dames tentoonstellingen ingericht, met onder andere tips over het maken van kleding met weinig materiaal en over het hergebruik van kleding en stoffen voor nieuwe kleren. 
In 1918 kreeg Marie Faddegon kanker. Ze verhuisde met haar moeder naar Apeldoorn, waar ze een jaar later, op 41-jarige leeftijd, overleed. Het Algemeen Handelsblad schreef: "De school, waaraan zij van de oprichting af was verbonden, verliest in mejuffrouw Faddegon een ijverige, sympathieke leidster, de Vereeniging voor Verbetering van Vrouwenkleeding ziet in haar een popagandiste heengaan, die in woord, geschrift en daad te allen tijde de principes, die haar lief waren, verdedigd heeft." Faddegon werd begraven in een familiegraf in Nunspeet. Broer Johan maakte een plaquette voor de steen, waarop de namen van zijn vader en twee zussen zijn vermeld.

## Galerij

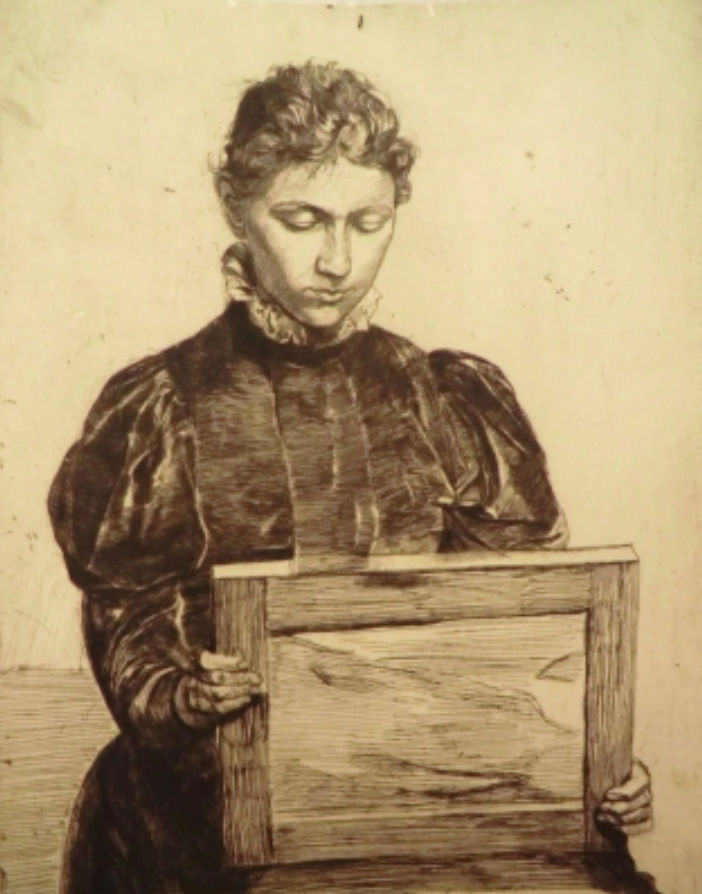
Door Marie gemaakt portret, mogelijk van haar jongere zus Sophie
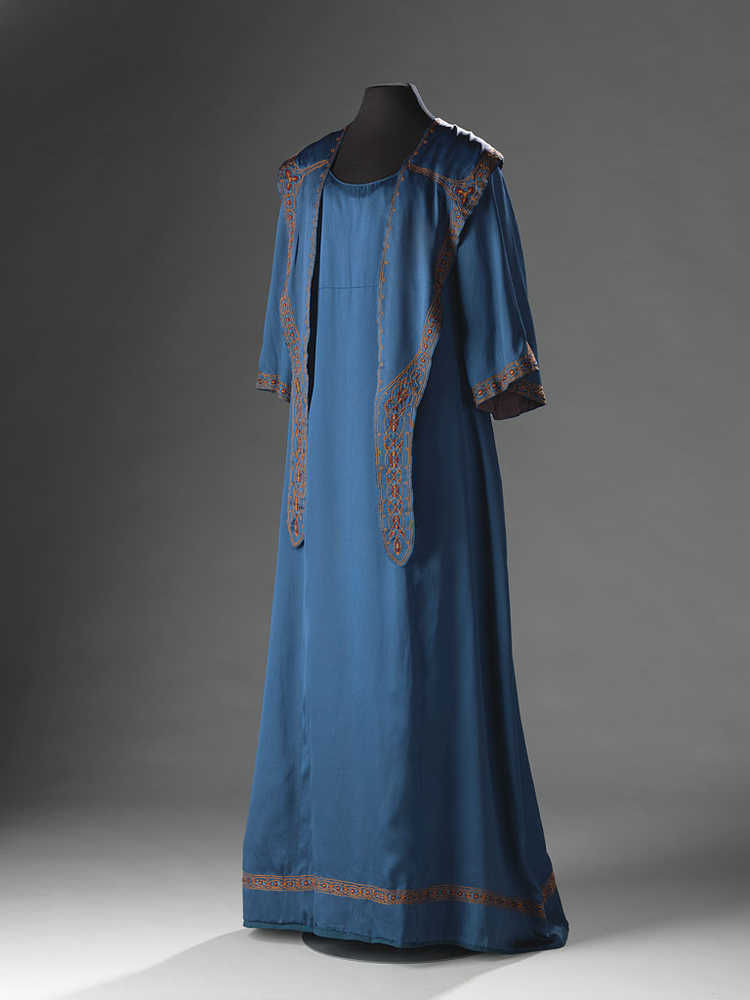
Reformjapon (1902-1906), collectie Amsterdam Museum

- Biografisch Portaal: 63357223
- RKD-Nederlands Instituut voor Kunstgeschiedenis: 421568
- Union List of Artist Names: 500689189